# Andreas Bertilsson

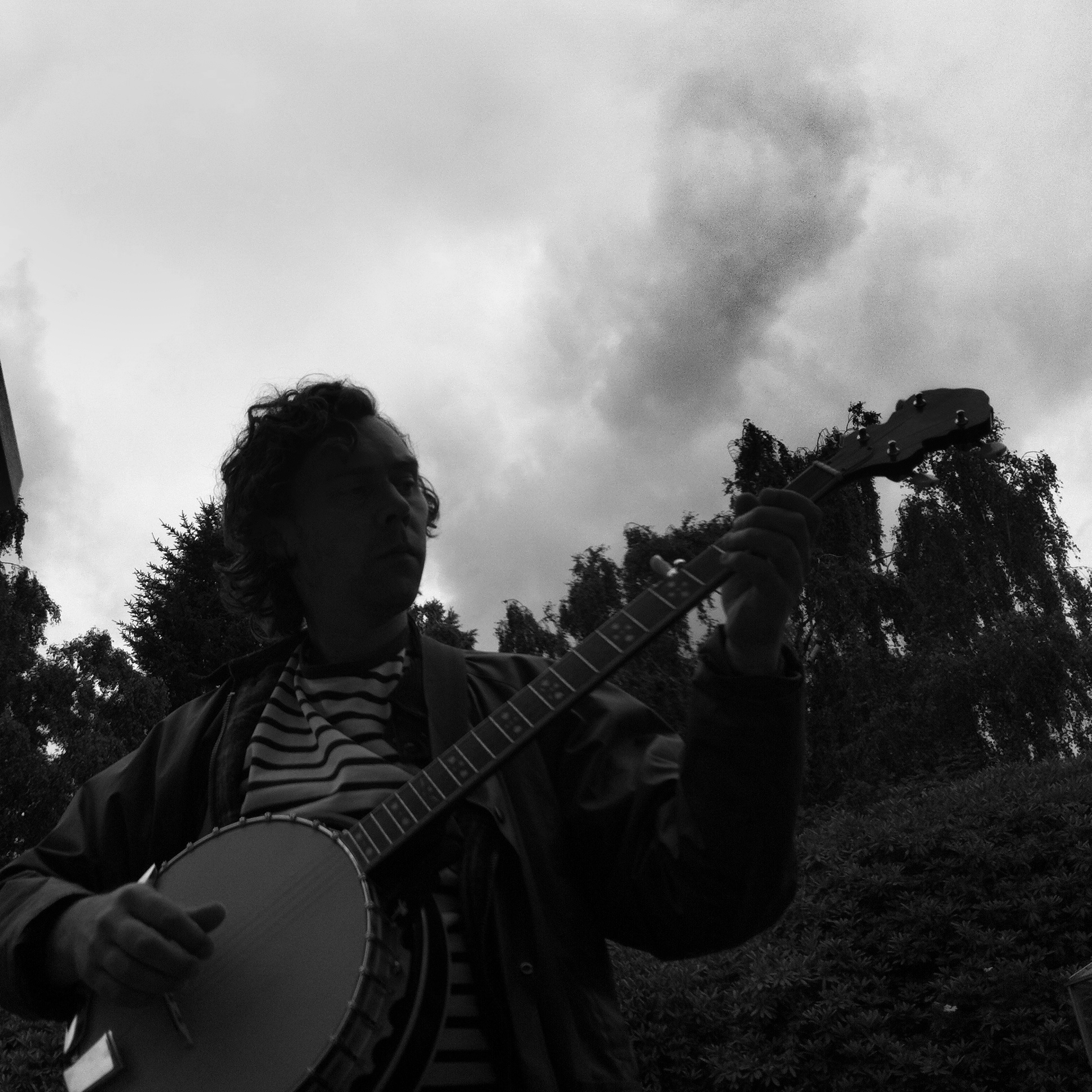
Andreas Bertilsson

Andreas Bertilsson, född 1972 i Kristianstad, är en svensk musiker som är bosatt i Köpenhamn. Han har gett ut sex fullängdsalbum, varav det senaste från februari 2011, "Själens ö". Dessförinnan har han bland annat släppt "Det fysiska och det psykiska" tillsammans med Thomas Öberg från bob hund (Komplott 2009) och Paramount (Komplott 2008). Bertilsson släppte sina tre första album under pseudonymen Son of clay, som under detta alias gav ut en mer digitalt processad musik, instrumentell och övergripande elektronisk musik med inslag av fieldrecordings och arrangerade situationer. Under det egna namnet har Bertilsson arbetat vidare med denna process där arbetsmetoderna återfinns i grunden men där verktygen ändrats och där musiken skapas i studio tillsammans med musiker.

## Diskografi

### Soloalbum
- 2011 Själens ö, CD/LP, Komplott
- 2008 Det fysiska och det psykiska, CD, Komplott
- 2007 Paramount, CD, Komplott
- 2005 Two Abstract Paintings, CD/LP, Mitek
- 2005 The Bird You Never Were, CD, Komplott
- 2002 Face Takes Faces, CD, Komplott

### Singlar
- 2011 Industrisemestern kan börja, 10" vinyl/mp3, Komplott
- 2007 Sett allt, inget förstått, 7" vinyl/mp3, Komplott
- 2006 Three Easy Pieces, MP3, Komplott
- 2002 Starfield Simulation Series 04, CD, Komplott

### Samlingsalbum
- 2006 Pausfågeln Remixed, "Cob and Pen", Container CD04
- 2005 Do You Copy,"Now is the time for your tears". Mitek25 CD/DLP
- 2005 Rojo.Tachan, Curated by Nosordo. "Spring To Come"
- 2004 FFWD_Mag#2. "The First Line Changes"
- 2004 Sofie Rimheden, H2-FI. "Snack Revier". HIFI-remixes, CD Mitek
- 2003 Mitek Process, "What We Talk About". V/A, CD, DLP, Mitek
- 2003 Ideal Electronics, "Funking With Mutoids". CD, Ideal Recordnings
- 2001 Live at Rooseum, "Soy Falcon". LP, Komplott